# النصب التذكاري للشاه إسماعيل خطائي
نصب الشاه إسماعيل خطائي هو نصب تذكاري تم تشييده في أحد شوارع باكو (أذربيجان) تكريماً للشاه إسماعيل خطائي، ملك إيران الصفوية.

## تاريخ
تم رفع النصب التذكاري في عام 1993 خلال رئاسة حيدر علييف عند تقاطع شارعي يوسف صفروف ومهدي مهدي زاده، أمام محطة مترو خطائي في باكو. نحاتو النصب التذكاري هم إبراهيم زينالوف، الفنان الفني المكرم لجمهورية أذربيجان الاشتراكية السوفيتية، وفنان الشعب لجمهورية أذربيجان الاشتراكية السوفييتية، وذاكر مهدييف الفنان المكرم لجمهورية أذربيجان، والمهندسون المعماريون هم بي. حسينوف، وج. علييف. 
النصب التذكاري مصنوع من البرونز والغرانيت.
في عام 2007، أعيد بناء قاعدة النصب التذكاري، وتمت تغطية النصب التذكاري بألواح من الغرانيت الوردي، وتم ترميم التمثال نفسه. كما تم تنفيذ أعمال تجميل الحديقة المحيطة بالنصب التذكاري.
في عام 2017، أثناء توسيع طريق شارع يوسف صفروف، تم تصفية الزقاق، ولكن تم الحفاظ على نصب خطائي. في عام 2020، تم نقل النصب التذكاري إلى حديقة جديدة.